# Hofstarring

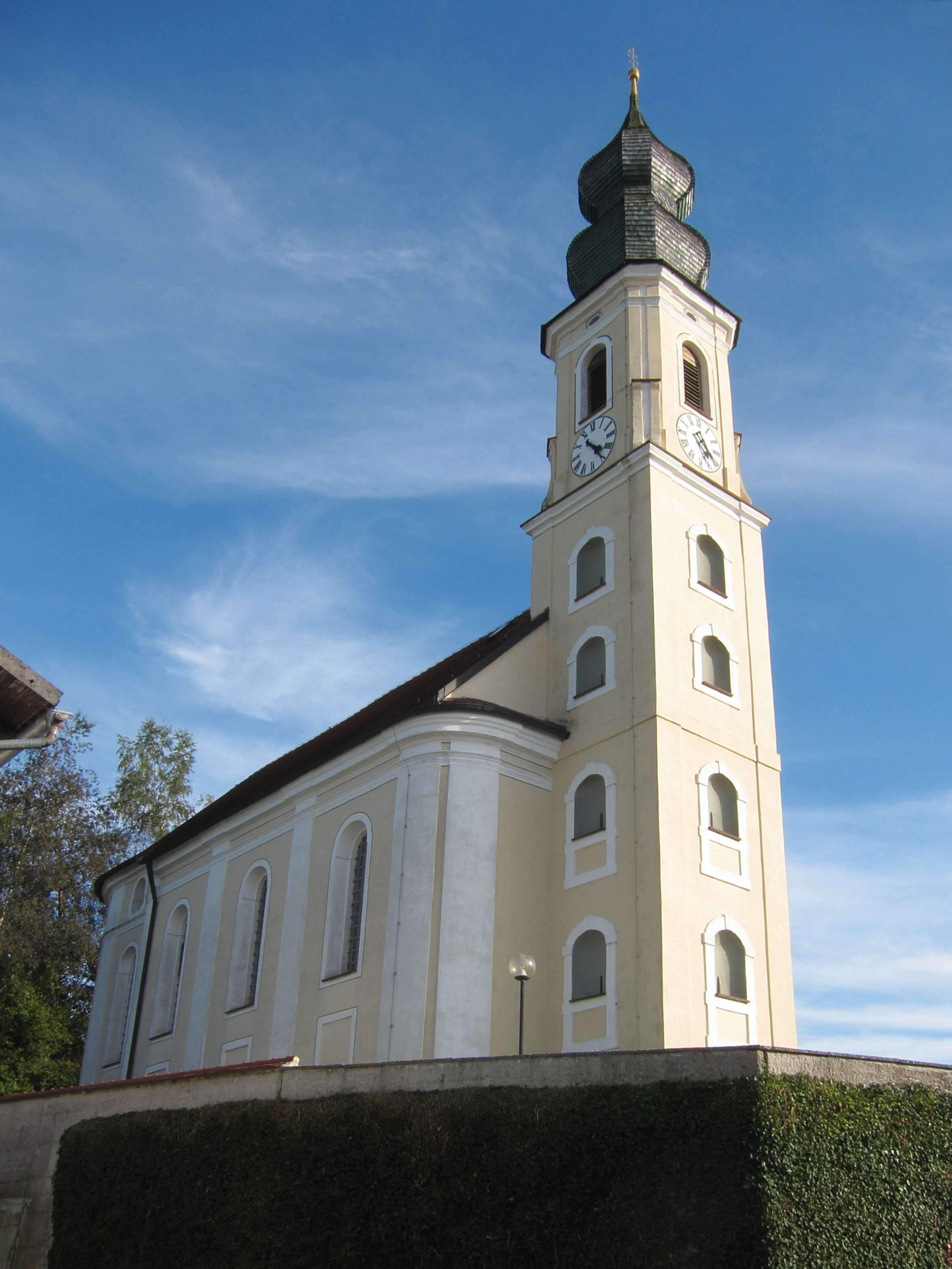
Filialkirche St. Laurentius

Hofstarring ist ein Kirchdorf im oberbayerischen Landkreis Erding in Bayern. Die ehemals selbstständige Gemeinde ist seit 1971 ein Gemeindeteil von Steinkirchen.

## Geografie
Der Ort liegt am Hofstarringer Bach 1,5 Kilometer östlich von Steinkirchen im wald- und hügelreichen Erdinger Holzland auf 492 m ü. NHN.

## Geschichte
Die Geschichte des Ortes geht auf das Jahr 818 zurück: Am 29. Januar 818 schenkte die Matrone Imma ihren Besitz „ad Starginum“ dem Freisinger Bischof Hitto. Unter der Regierungszeit des gleichen Bischofs erscheint bei einer Schenkung des Geistlichen Engilhart ein „Salomon ad Starginum“ und im Jahr 844 unter Bischof Erchanperth übergeben der Edle Cundpato und sein Vogt Paldacher Besitz „ad Starkinun“. Von 926 bis 937 ist Graf Camanolf Zeuge bei einem Grundstückstausch u. a. auch in Starring.
In der Zeit des Bischofs Heinrich 1135 bis 1137 wird ein „Starchant“ erwähnt, welcher der Familie der Starringer angehört. Diesem Ministerialgeschlecht dürfte wohl auch Sigfried Staro angehört haben, der 1130 bis 1135 auftritt. Im Jahr 1150 ist Prun „de Steringen“ Zeuge in einer Urkunde von St. Kastulus (Moosburg).
1172 findet sich auch ein Dietreich de Staringen, der als Zeuge in den Schäftlarner Traditionen verzeichnet ist. Dort ist später auch von Papo Miles de Staringen und Siegfried de Sterin die Rede. 1220 übergibt Gisela von Staeringen den Besitz zu Taubenthal an das Kloster Ebersberg.
Siegfried und Govtelinda de Sterin nehmen in „Sterinen“ eine Schenkung vor. 1231 ist ein Marquort „nobilis Staringer“ in Scheyern nachgewiesen. Der Ansitz der Familie Staringer dürfte auf einer der drei Terrassen des Sporns gelegen haben.
1345 gab Hildebrand der Staringer ein Legat für einen Jahrtag an das Kloster St. Veit. 1407 verkaufen Wilhelm und Dorothea Pucher Erhard dem Staringer eine Hube zu Tapfheim. Am 4. Mai 1407 bekennt Erhard der Stäringer, dass Herzog Heinrich ihn aus dem Gefängnis entlassen hat. Er verspricht, nicht aus dem Land zu fahren.
Im 15. Jahrhundert übersiedeln die Staringer nach Kalling. In Staeringen hatten die Wittelsbacher nach dem ältesten Urbar Besitz. In Starring befand sich auch ein Schergenamt.
Im Jahr 1483 wird Hofstarring Hofmark. Allerdings ist 1597 kein Sitz mehr vorhanden, denn die Beschreibung lautet: „Hofstäring, ein Hofmarch, weillendt Achazien von Seyboldtstorf Erben zugehörig. Hat khain Süz. Ein Tafern, ein Schmidt, ein Pad.“ 1737 ist es „gemeine durchgehende Hofmark“. Weitere Hofmarksherren waren u. a. die Lunghammer und Fraunhofer von 1705 bis 1835.
Im Zuge der von Graf Montgelas eingeleiteten Verwaltungsreformen in Bayern entstand mit dem Gemeindeedikt von 1818 die Gemeinde Hofstarring. Das 1820 errichtete Patrimonialgericht wurde bereits 1835 aufgelöst. Am 1. Oktober 1971 wurde die Gemeinde Hofstarring in die Gemeinde Steinkirchen eingegliedert.

## Sehenswürdigkeiten
- Katholische Filialkirche St. Laurentius, 1767 von Johann Baptist Lethner erbaut[3]
- Bründlkapelle, von 1707, nördlich von Hofstarring im Wald gelegen
- Hofstarring in der Ortsdatenbank von bavarikon.